# Elecciones legislativas de Argentina de 2011
Las elecciones legislativas de Argentina de 2011 se llevaron a cabo el domingo 23 de octubre de dicho año, junto a las elecciones presidenciales según lo establecido en la Constitución de la Nación Argentina y las leyes electorales.

Los candidatos surgieron de elecciones primarias abiertas simultáneas y obligatorias, realizadas el 14 de agosto, por primera vez en la historia argentina. En las mismas, una o más listas de precandidatos de un mismo partido o alianza compitieron entre sí para conformar la candidatura con la que una agrupación política determinada se presentará en las elecciones nacionales habiendo obtenido, entre todas sus listas de precandidatos, un umbral de apoyo mínimo equivalente al 1,5% de los votos positivos del padrón nacional.

Los cargos a renovar fueron 130 miembros de la Cámara de Diputados y 24 miembros de la Cámara de Senadores. Los legisladores electos asumieron sus cargos el 10 de diciembre y permanecerán en ellos durante cuatro años, en el caso de los diputados nacionales (2011-2015) y seis años en el caso de los senadores nacionales (2011-2017).

## Desarrollo previo
El 14 de agosto de 2011, se realizaron en el país por primera vez las elecciones primarias, por la implementación de la Ley Electoral n° 26.571. En la misma se definieron básicamente dos cuestiones: cuales partidos fueron habilitados a presentarse a las elecciones nacionales del 23 de octubre, que según la ley son aquellos que obtengan al menos el 1,5% de los votos válidamente emitidos en el distrito de que se trate para la respectiva categoría. 

## Cargos a renovar
| Provincia              | Cámara de Diputados | Cámara de Diputados | Senado    | Senado    |
| Provincia              | Diputados           | A renovar           | Senadores | A renovar |
| ---------------------- | ------------------- | ------------------- | --------- | --------- |
| Buenos Aires           | 70                  | 35                  | 3         | 3         |
| Ciudad de Buenos Aires | 25                  | 12                  | 3         | —         |
| Catamarca              | 5                   | 2                   | 3         | —         |
| Chaco                  | 7                   | 3                   | 3         | —         |
| Chubut                 | 5                   | 3                   | 3         | —         |
| Córdoba                | 18                  | 9                   | 3         | —         |
| Corrientes             | 7                   | 4                   | 3         | —         |
| Entre Ríos             | 9                   | 4                   | 3         | —         |
| Formosa                | 5                   | 3                   | 3         | 3         |
| Jujuy                  | 6                   | 3                   | 3         | 3         |
| La Pampa               | 5                   | 2                   | 3         | —         |
| La Rioja               | 5                   | 3                   | 3         | 3         |
| Mendoza                | 10                  | 5                   | 3         | —         |
| Misiones               | 7                   | 4                   | 3         | 3         |
| Neuquén                | 5                   | 2                   | 3         | —         |
| Río Negro              | 5                   | 3                   | 3         | —         |
| Salta                  | 7                   | 4                   | 3         | —         |
| San Juan               | 6                   | 3                   | 3         | 3         |
| San Luis               | 5                   | 2                   | 3         | 3         |
| Santa Cruz             | 5                   | 2                   | 3         | 3         |
| Santa Fe               | 19                  | 10                  | 3         | —         |
| Santiago del Estero    | 7                   | 4                   | 3         | —         |
| Tierra del Fuego       | 5                   | 3                   | 3         | —         |
| Tucumán                | 9                   | 5                   | 3         | —         |
| Total                  | 257                 | 130                 | 72        | 24        |

### Cámara de Diputados
La Cámara de Diputados renovará la mitad de sus miembros por un período de 4 años. Los mismos se elegirán utilizando el sistema D'Hondt en cada uno de los 24 distritos electorales en los que se divide el país.

### Senado
Durante estas elecciones se renovarán la totalidad de los miembros del Senado del Grupo II de los distritos electorales (según el artículo 56 in fine), los cuales ejercerán por un período de 6 años. Los mismos serán elegidos por votación popular directa en la que el partido o coalición política con más votos obtendrá dos bancas en el Senado, mientras que el segundo conseguirá una.

## Resultados

### Cámara de Diputados
|  | 48,92 % |

|  | 1,36 % |

|  | 1,21 % |

|  | 0,43 % |

|  | 0,27 % |

|  | 0,21 % |

|  | 0,06 % |

|  | 52,46 % |

|  | 12,48 % |

|  | 0,77 % |

|  | 0,20 % |

|  | 0,07 % |

|  | 13,52 % |

|  | 6,98 % |

|  | 5,16 % |

|  | 0,89 % |

|  | 0,26 % |

|  | 0,20 % |

|  | 13,49 % |

|  | 3,33 % |

|  | 2,08 % |

|  | 0,64 % |

|  | 0,25 % |

|  | 0,22 % |

|  | 0,22 % |

|  | 0,12 % |

|  | 0,10 % |

|  | 0,00 % |

|  | 0,01 % |

|  | 0,01 % |

|  | 6,92 % |

|  | 5,80 % |

|  | 0,10 % |

|  | 0,03 % |

|  | 5,93 % |

|  | 2,91 % |

|  | 0,05 % |

|  | 0,04 % |

|  | 3,00 % |

|  | 2,43 % |

|  | 0,30 % |

|  | 0,08 % |

|  | 0,06 % |

|  | 2,87 % |

|  | 0,43 % |

|  | 0,29 % |

|  | 0,25 % |

|  | 0,16 % |

|  | 0,07 % |

|  | 0,16 % |

|  | 0,23 % |

|  | 0,14 % |

|  | 0,12 % |

|  | 0,08 % |

|  | 0,08 % |

|  | 0,07 % |

|  | 0,04 % |

|  | 0,03 % |

|  | 0,02 % |

|  | 0,02 % |

|  | 0,01 % |

|  | 0,01 % |

|  | 90,83 % |

|  | 8,21 % |

|  | 0,96 % |

|  | 79,25 % |

|  | 100 % |

### Senado
|  | 54,19 % |

|  | 2,56 % |

|  | 0,56 % |

|  | 0,54 % |

|  | 52,46 % |

|  | 9,65 % |

|  | 2,31 % |

|  | 21,61 % |

|  | 11,02 % |

|  | 0,30 % |

|  | 11,31 % |

|  | 6,38 % |

|  | 0,43 % |

|  | 0,30 % |

|  | 0,24 % |

|  | 0,12 % |

|  | 0,01 % |

|  | 0,01 % |

|  | 7,50 % |

|  | 6,85 % |

|  | 0,06 % |

|  | 6,91 % |

|  | 2,91 % |

|  | 2,85 % |

|  | 0,03 % |

|  | 2,88 % |

|  | 0,07 % |

|  | 0,02 % |

|  | 90,24 % |

|  | 9,13 % |

|  | 0,63 % |

|  | 81,75 % |

|  | 100 % |

## Resultados por distrito

### Cámara de Diputados
|  | 57,10 % |

|  | 12,97 % |

|  | 11,54 % |

|  | 6,73 % |

|  | 5,56 % |

|  | 3,55 % |

|  | 2,55 % |

|  | 89,84 % |

|  | 9,55 % |

|  | 0,61 % |

|  | 82,58 % |

|  | 100 % |

|  | 29,16 % |

|  | 19,87 % |

|  | 16,83 % |

|  | 7,02 % |

|  | 6,61 % |

|  | 5,78 % |

|  | 5,77 % |

|  | 5,59 % |

|  | 5,59 % |

|  | 1,55 % |

|  | 0,05 % |

|  | 97,21 % |

|  | 1,61 % |

|  | 1,18 % |

|  | 77,02 % |

|  | 100 % |

|  | 68,42 % |

|  | 22,31 % |

|  | 4,04 % |

|  | 2,81 % |

|  | 2,41 % |

|  | 92,18 % |

|  | 7,21 % |

|  | 0,62 % |

|  | 75,90 % |

|  | 100 % |

|  | 62,06 % |

|  | 22,11 % |

|  | 6,80 % |

|  | 6,02 % |

|  | 3,01 % |

|  | 90,86 % |

|  | 8,74 % |

|  | 0,40 % |

|  | 75,28 % |

|  | 100 % |

|  | 60,68 % |

|  | 17,96 % |

|  | 12,63 % |

|  | 3,25 % |

|  | 2,93 % |

|  | 2,55 % |

|  | 88,68 % |

|  | 9,78 % |

|  | 1,53 % |

|  | 78,97 % |

|  | 100 % |

|  | 34,97 % |

|  | 20,33 % |

|  | 20,33 % |

|  | 11,91 % |

|  | 5,48 % |

|  | 4,32 % |

|  | 2,76 % |

|  | 95,75 % |

|  | 3,40 % |

|  | 0,85 % |

|  | 75,57 % |

|  | 100 % |

|  | 65,82 % |

|  | 19,26 % |

|  | 5,93 % |

|  | 5,56 % |

|  | 3,43 % |

|  | 84,68 % |

|  | 14,36 % |

|  | 0,66 % |

|  | 75,20 % |

|  | 100 % |

|  | 58,73 % |

|  | 18,04 % |

|  | 7,73 % |

|  | 6,96 % |

|  | 3,61 % |

|  | 3,54 % |

|  | 1,39 % |

|  | 76,29 % |

|  | 23,00 % |

|  | 0,71 % |

|  | 82,35 % |

|  | 100 % |

|  | 79,75 % |

|  | 19,00 % |

|  | 0,67 % |

|  | 0,58 % |

|  | 83,02 % |

|  | 16,37 % |

|  | 0,61 % |

|  | 76,88 % |

|  | 100 % |

|  | 55,19 % |

|  | 25,72 % |

|  | 9,04 % |

|  | 4,12 % |

|  | 2,65 % |

|  | 2,05 % |

|  | 1,23 % |

|  | 76,87 % |

|  | 22,19 % |

|  | 0,94 % |

|  | 80,98 % |

|  | 100 % |

|  | 56,92 % |

|  | 34,21 % |

|  | 5,24 % |

|  | 2,27 % |

|  | 1,36 % |

|  | 74,99 % |

|  | 24,15 % |

|  | 0,86 % |

|  | 82,68 % |

|  | 100 % |

|  | 38,33 % |

|  | 29,40 % |

|  | 24,23 % |

|  | 8,05 % |

|  | 81,15 % |

|  | 17,78 % |

|  | 1,07 % |

|  | 77,24 % |

|  | 100 % |

|  | 46,76 % |

|  | 22,33 % |

|  | 16,98 % |

|  | 6,15 % |

|  | 2,73 % |

|  | 1,99 % |

|  | 1,90 % |

|  | 1,16 % |

|  | 82,27 % |

|  | 13,32 % |

|  | 4,41 % |

|  | 81,06 % |

|  | 100 % |

|  | 49,18 % |

|  | 19,22 % |

|  | 14,82 % |

|  | 8,76 % |

|  | 5,16 % |

|  | 2,86 % |

|  | 90,63 % |

|  | 8,89 % |

|  | 0,48 % |

|  | 77,46 % |

|  | 100 % |

|  | 33,19 % |

|  | 32,35 % |

|  | 11,79 % |

|  | 9,50 % |

|  | 4,88 % |

|  | 3,56 % |

|  | 3,44 % |

|  | 1,29 % |

|  | 81,27 % |

|  | 17,00 % |

|  | 1,72 % |

|  | 82,45 % |

|  | 100 % |

|  | 70,10 % |

|  | 12,02 % |

|  | 11,58 % |

|  | 3,25 % |

|  | 3,04 % |

|  | 83,90 % |

|  | 14,95 % |

|  | 1,15 % |

|  | 78,47 % |

|  | 100 % |

|  | 56,51 % |

|  | 17,52 % |

|  | 8,64 % |

|  | 8,53 % |

|  | 4,59 % |

|  | 2,49 % |

|  | 1,70 % |

|  | 93,89 % |

|  | 5,11 % |

|  | 1,00 % |

|  | 76,48 % |

|  | 100 % |

|  | 69,29 % |

|  | 19,32 % |

|  | 7,15 % |

|  | 2,40 % |

|  | 1,84 % |

|  | 84,29 % |

|  | 15,06 % |

|  | 0,65 % |

|  | 78,89 % |

|  | 100 % |

|  | 59,47 % |

|  | 29,46 % |

|  | 11,06 % |

|  | 80,39 % |

|  | 18,80 % |

|  | 0,80 % |

|  | 80,76 % |

|  | 100 % |

|  | 65,41 % |

|  | 19,68 % |

|  | 5,49 % |

|  | 4,12 % |

|  | 3,04 % |

|  | 2,27 % |

|  | 74,80 % |

|  | 24,36 % |

|  | 0,84 % |

|  | 76,55 % |

|  | 100 % |

|  | 41,41 % |

|  | 35,59 % |

|  | 6,61 % |

|  | 6,59 % |

|  | 4,44 % |

|  | 2,41 % |

|  | 1,15 % |

|  | 0,94 % |

|  | 0,85 % |

|  | 94,46 % |

|  | 4,49 % |

|  | 1,05 % |

|  | 75,89 % |

|  | 100 % |

|  | 71,02 % |

|  | 14,87 % |

|  | 7,49 % |

|  | 3,45 % |

|  | 3,16 % |

|  | 94,03 % |

|  | 5,57 % |

|  | 0,40 % |

|  | 69,75 % |

|  | 100 % |

|  | 24,69 % |

|  | 22,54 % |

|  | 19,12 % |

|  | 11,20 % |

|  | 7,98 % |

|  | 7,70 % |

|  | 2,30 % |

|  | 2,24 % |

|  | 2,23 % |

|  | 83,39 % |

|  | 12,65 % |

|  | 3,96 % |

|  | 73,29 % |

|  | 100 % |

|  | 60,91 % |

|  | 16,41 % |

|  | 10,66 % |

|  | 4,88 % |

|  | 3,05 % |

|  | 2,80 % |

|  | 1,28 % |

|  | 92,13 % |

|  | 7,10 % |

|  | 0,77 % |

|  | 80,76 % |

|  | 100 % |

1. ↑  Nunca asumió, lo reemplaza Gastón Harispe el 10 de diciembre de 2011.
2. ↑  Renunció el 26 de febrero de 2015, lo reemplaza Manuel Fresco. Manuel Fresco renunció antes de asumir, lo reemplaza Ariel Osvaldo Eloy Pasini el 8 de abril de 2015.
3. ↑  Renunció el 27 de noviembre de 2015, no fue reemplazada.
4. ↑  Renunció el 30 de noviembre de 2015, no fue reemplazado.
5. ↑  Renunció el 2 de marzo de 2012, lo reemplaza María Eugenia Zamarreño el 14 de marzo de 2012.
6. ↑  Renunció el 9 de diciembre de 2013, la reemplaza Laura Esper el 3 de abril de 2014.
7. ↑  Renunció el 2 de diciembre de 2015, no fue reemplazado.
8. ↑  Renunció el 1 de marzo de 2013, lo reemplaza Mónica Graciela Contrera el 13 de marzo de 2013.
9. ↑  Renunció el 10 de diciembre de 2013, lo reemplaza Juan Fernando Marcópulos el 11 de diciembre de 2013.
10. ↑  Renunció el 15 de julio de 2015, lo reemplaza María Cristina Fernández Blanco el 15 de julio de 2015.
11. ↑  Renunció el 2 de abril de 2014, lo reemplaza Héctor Enrique Olivares el 3 de abril de 2014.
12. ↑  Renunció el 9 de diciembre de 2013, lo reemplaza Josué Gagliardi el 10 de diciembre de 2013.
13. ↑  Renunció el 9 de diciembre de 2013, lo reemplaza Susana Mercedes Canela el 10 de diciembre de 2013.
14. ↑  Falleció el 11 de noviembre de 2011, antes de asumir. Lo reemplaza Graciela Navarro el 10 de diciembre de 2011.
15. ↑  Renunció el 9 de diciembre de 2013, lo reemplaza Verónica Evangelina González el 10 de diciembre de 2013.
16. ↑  Renunció el 9 de diciembre de 2013, lo reemplaza Graciela Eunice Boyadjian el 10 de diciembre de 2013.
17. ↑  Renunció el 2 de marzo de 2013, la reemplaza María del Carmen Carrillo el 13 de marzo de 2013.

### Senado
- Buenos Aires
- Formosa
- Jujuy
- La Rioja
- Misiones
- San Juan
- San Luis
- Santa Cruz

|  | 56,78 % |

|  | 13,37 % |

|  | 10,78 % |

|  | 7,38 % |

|  | 5,93 % |

|  | 3,41 % |

|  | 2,34 % |

|  | 91,27 % |

|  | 8,12 % |

|  | 0,61 % |

|  | 82,58 % |

|  | 100 % |

|  | 78,39 % |

|  | 20,35 % |

|  | 0,63 % |

|  | 0,63 % |

|  | 82,89 % |

|  | 16,50 % |

|  | 0,61 % |

|  | 76,88 % |

|  | 100 % |

|  | 53,43 % |

|  | 29,14 % |

|  | 8,19 % |

|  | 3,88 % |

|  | 2,33 % |

|  | 1,93 % |

|  | 1,10 % |

|  | 81,81 % |

|  | 17,15 % |

|  | 1,04 % |

|  | 80,98 % |

|  | 100 % |

|  | 35,42 % |

|  | 33,76 % |

|  | 23,53 % |

|  | 7,24 % |

|  | 88,91 % |

|  | 9,89 % |

|  | 1,19 % |

|  | 77,24 % |

|  | 100 % |

|  | 49,78 % |

|  | 19,20 % |

|  | 14,69 % |

|  | 8,45 % |

|  | 5,05 % |

|  | 2,83 % |

|  | 91,94 % |

|  | 7,58 % |

|  | 0,48 % |

|  | 77,46 % |

|  | 100 % |

|  | 66,84 % |

|  | 18,75 % |

|  | 6,99 % |

|  | 3,38 % |

|  | 2,32 % |

|  | 1,73 % |

|  | 86,88 % |

|  | 12,48 % |

|  | 0,65 % |

|  | 78,89 % |

|  | 100 % |

|  | 60,76 % |

|  | 28,86 % |

|  | 10,58 % |

|  | 83,39 % |

|  | 15,78 % |

|  | 0,82 % |

|  | 80,76 % |

|  | 100 % |

|  | 65,83 % |

|  | 22,83 % |

|  | 3,95 % |

|  | 3,03 % |

|  | 2,54 % |

|  | 1,81 % |

|  | 77,73 % |

|  | 21,42 % |

|  | 0,86 % |

|  | 76,55 % |

|  | 100 % |

1. ↑  Renunció el 18 de diciembre de 2014, lo reemplaza Juan Manuel Abal Medina (h) el 29 de diciembre de 2014.
2. ↑  Renunció el 29 de marzo de 2017, la reemplaza María Teresa Margarita González el 25 de abril de 2017.
3. ↑  Renunció el 9 de diciembre de 2015, lo reemplaza Silvia del Rosario Giacoppo el 10 de diciembre de 2015.
4. ↑  Nunca asumió, lo reemplaza Roberto Basualdo el 10 de diciembre de 2011.
5. ↑  Renunció el 9 de diciembre de 2015, lo reemplaza Virginia María García el 10 de diciembre de 2015.